# ミス・ベスト・ワン
『ミス・ベスト・ワン』は、財津和夫の通算9枚目のシングル。

## 背景
前作「Dream With You」から約2年ぶりとなる作品。パイオニアLDCに移籍後初のシングルで、同時発売されたアルバム『「もうひとつ」の愛』からのシングルカットである。

## 収録曲
| 全作詞・作曲・編曲: 財津和夫。 |                        |          |            |      |
| #                              | タイトル               | 作詞     | 作曲・編曲 | 時間 |
| 1.                             | 「ミス・ベスト・ワン」 | 財津和夫 | 財津和夫   | 4:15 |
| 2.                             | 「時が経てば」         | 財津和夫 | 財津和夫   | 4:06 |
| 合計時間:                      | 合計時間:              | 8:21     |            |      |

## タイアップ
| # | 曲名                   | タイアップ                                    | 出典  |
| - | ---------------------- | --------------------------------------------- | ----- |
| 1 | 「ミス・ベスト・ワン」 | TBS系『ブロードキャスター』エンディングテーマ | [ 1 ] |